# Galiläa

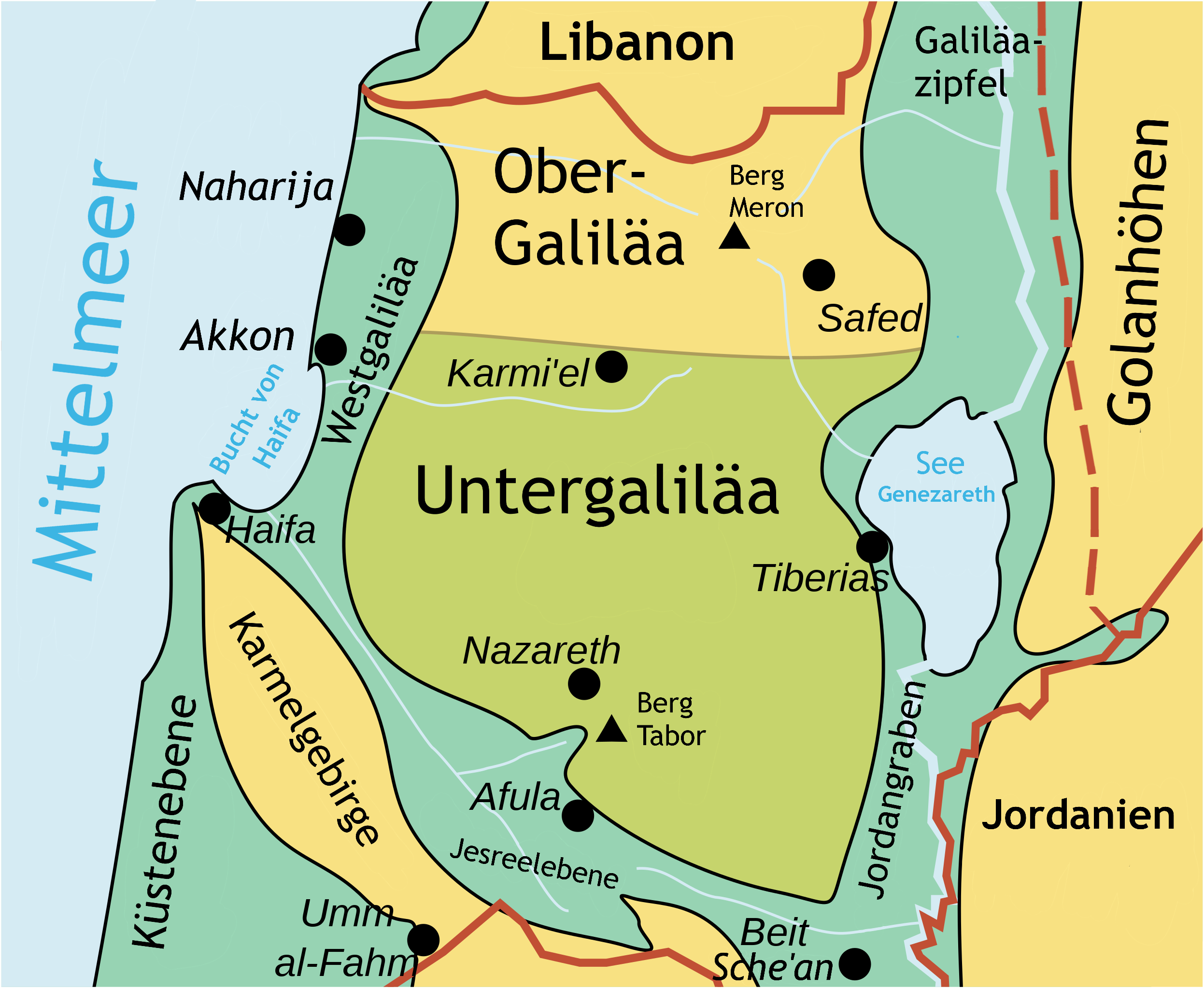
Galiläa, in geografische Regionen gegliedert

Obergaliläa in blau bis zum Litani, Untergaliläa in rot

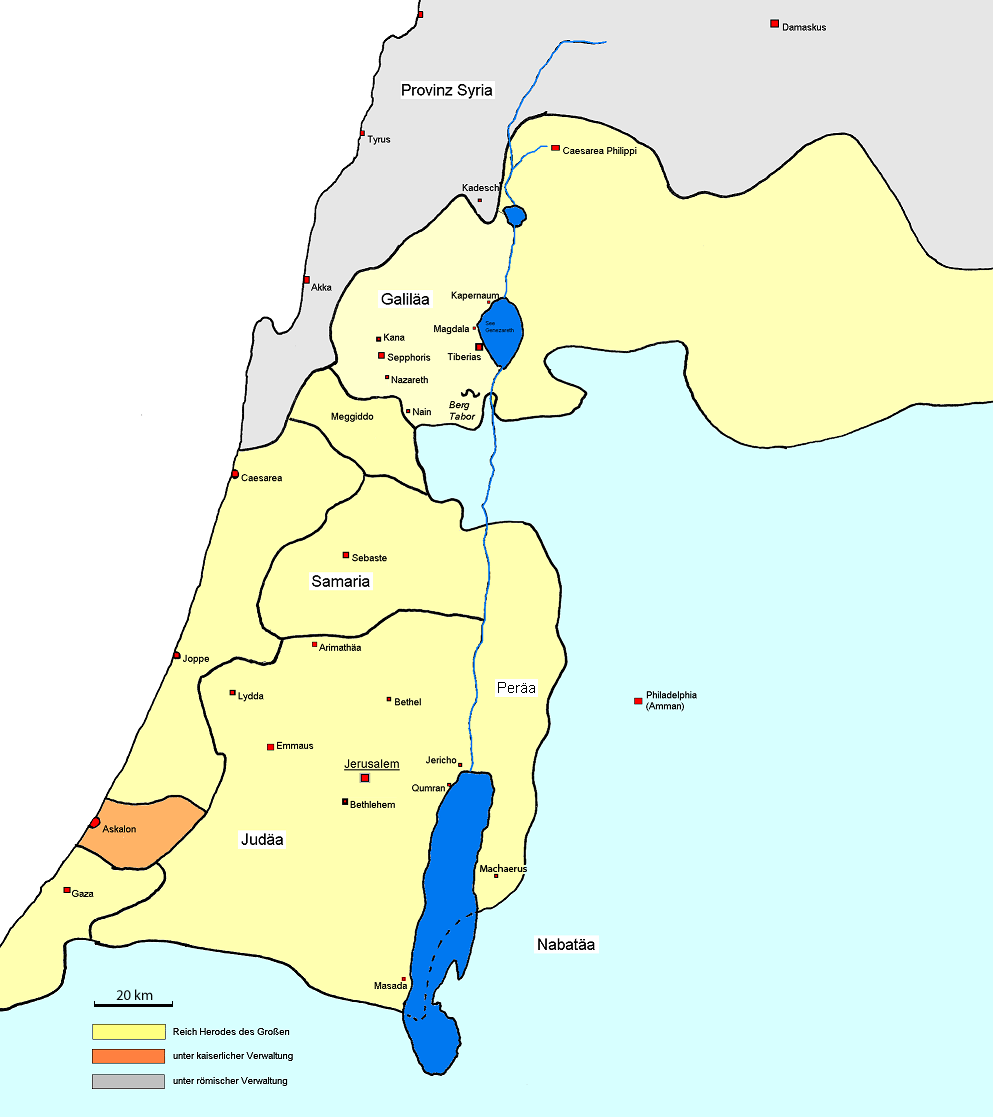
Israel zur Zeit des Herodes

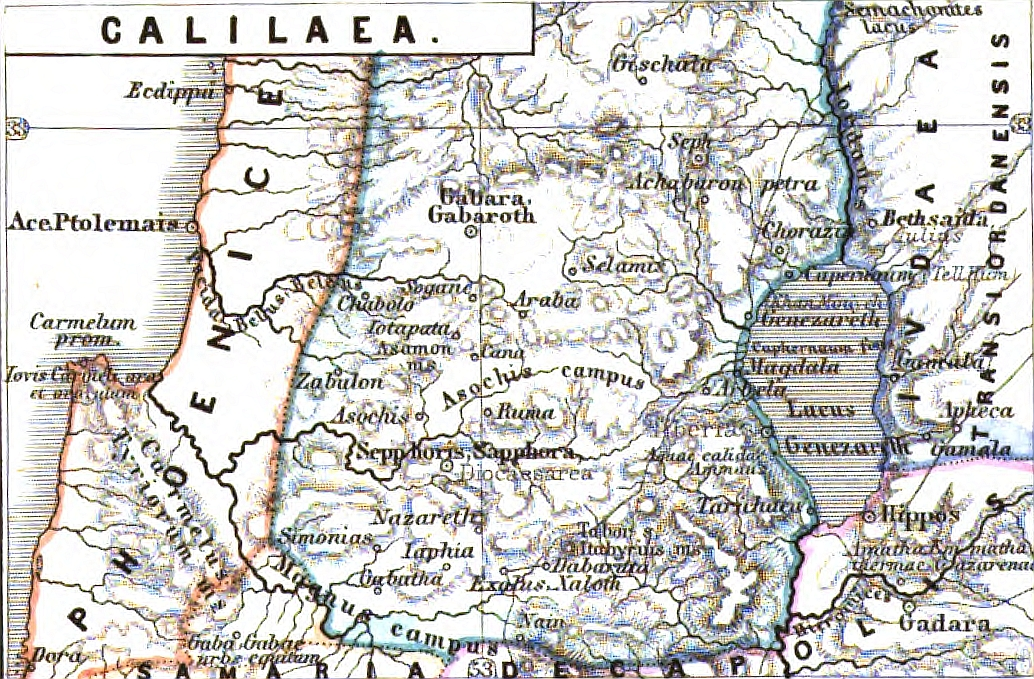
Galiläa zur Römerzeit

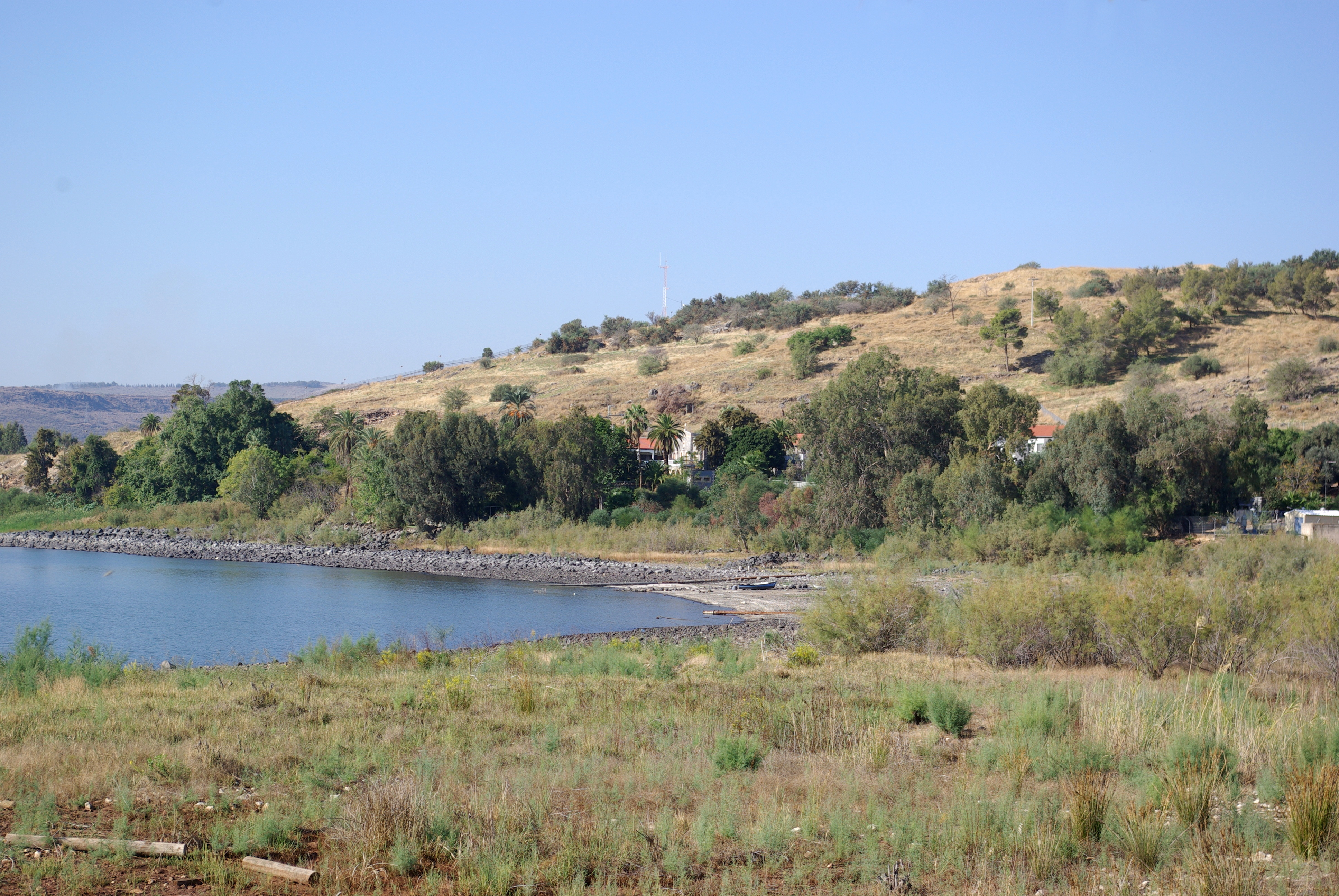
Ufer des Sees Genezareth

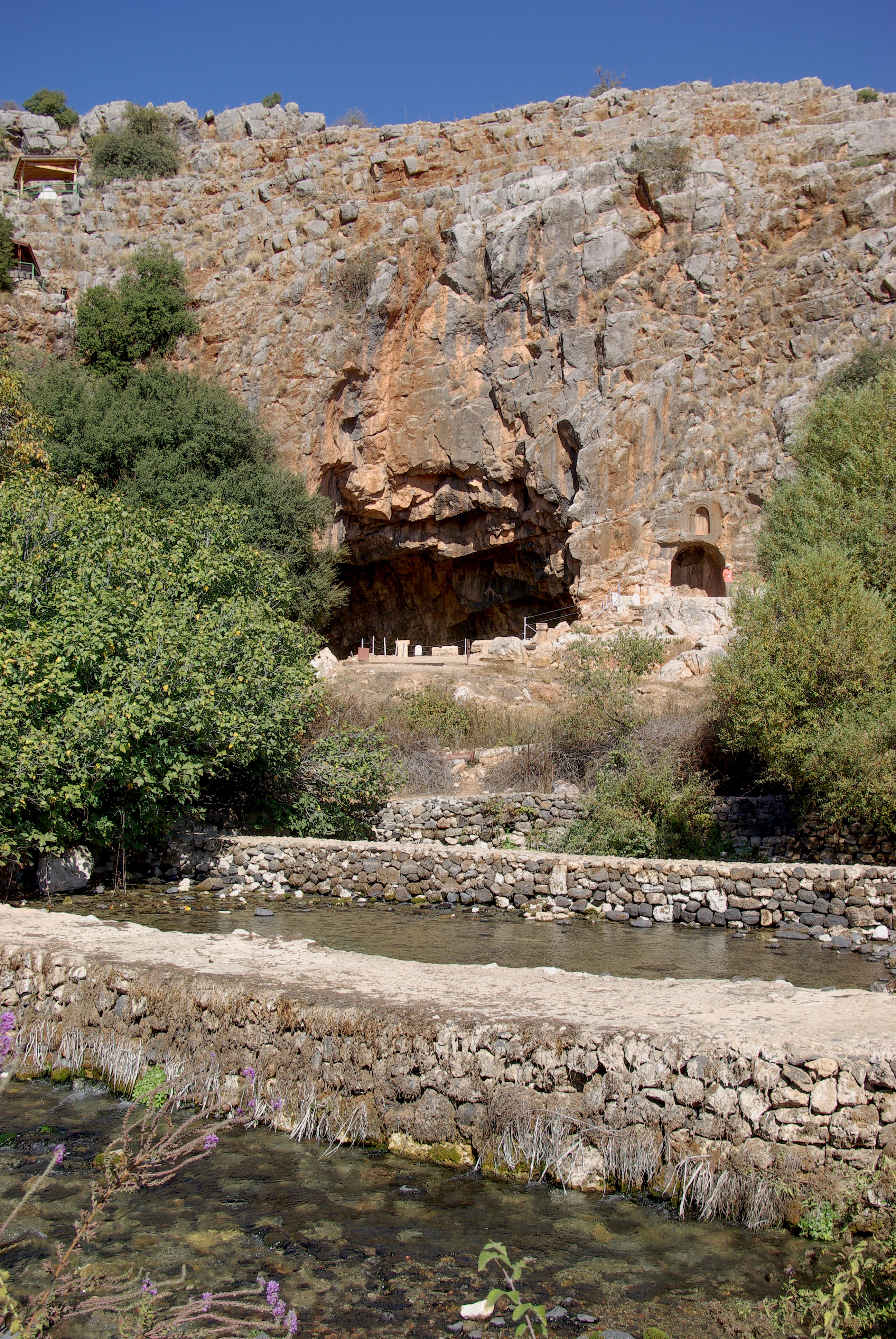
Banyas im Norden Galiläas

Galiläa (altgriechisch Γαλιλαία Galilaia, lateinisch Galilaea, arabisch الجليل al-Ǧalīlⓘ, hebräisch הַגָּלִיל [haʔgalil], deutsch ‚der Bezirk‘, eine Abkürzung von galil ha-gojim „Bezirk der Völker“) ist ein Gebiet im Norden Israels, das sich in die drei Teile Obergaliläa (hebräisch גָּלִיל עֶלְיוֹן Galil ʿElyōn), Untergaliläa (hebräisch גָּלִיל תַּחְתֹּון Galil Tachtōn) und Westgaliläa untergliedert.

## Geschichte
Im 8. Jahrhundert v. Chr. regierte die königliche Dynastie der Omriden das Königreich Israel im Norden des heutigen Staates Israel. Es umfasste im Wesentlichen die Gebiete Samarias und Galiläas. Das Reich vereinte verschiedene Stadtstaaten und Kultzentren. Die wichtigste Stadt war Sichem mit dem Tempel Garizim, sie wurde später abgelöst durch die Stadt Samaria. Galiläa wurde durch die Assyrer erobert und die israelitische Oberschicht deportiert. Auf dem Gebiet siedelten darauffolgend verschiedene Angehörige östlicher Völker.
In römischer Zeit war Galiläa eine von drei Provinzen (zudem Judäa im Süden und Samaria im Zentrum) in die das Heilige Land aufgeteilt war. Galiläa bildete den gesamten Nordabschnitt des Landes und war die größte Provinz.
Unter den Kreuzfahrern war Galiläa ein Fürstentum unter den Fürsten Tankred (1099–1101), Hugo von Falkenberg (1101–1106), Gervaise von Bazoches (1106–1108), Joscelin von Courtenay (1113–1119), Wilhelm I. von Bures (1119–1143), Elinand (1143–1150), Simon (1150–1153), Wilhelm I. von Bures (1153–1158), Walter von St. Omer (1159–1174) und Raimund (III.) von Tripolis (1174–1187). 1187 wurde das Fürstentum von Saladin erobert.
In der Schlacht von Mardsch Dabiq 1516 unterlagen die Mamluken den Osmanen, Palästina und mit ihm auch Galiläa fielen an das Osmanische Reich, das seine Herrschaft Anfang 1517 bis nach Kairo ausdehnte. 1614 trennten sie Galiläa vom Eyâlet von Damaskus und unterstellten es dem Eyâlet von Sidon.
Zwischen 1920 und 1922 und von 1937 bis 1948 führte der nördlichste Verwaltungsbezirk Mandats-Palästinas die Bezeichnung Distrikt Galiläa (1937–1939 mit Zusatz zu Akko als: Galilee and Acre District).

## Geografie
Geographisch untergliedert sich Galiläa in Obergaliläa, Untergaliläa und Westgaliläa. Galiläa umfasst mehr als ein Drittel Israels und erstreckt sich „von Dan im Norden, am Fuß des Hermon bis zu den Grenzen von Karmel und Gilboa im Süden und vom Jordangraben im Osten über die Jesre'elebene und von Akko zum Mittelmeer im Westen.“ Im Norden schließt Obergaliläa den Dschabal ʿAmil im südlichen Libanon ein, der sich bis zum Tal des Flusses Litani erstreckt.

### Obergaliläa
Obergaliläa (arabisch الجليل الأعلى, DMG Al-Ǧalīl al-Aʿla, hebräisch הַגָּלִיל הָעֶלְיוֹן Ha-Galīl ha-ʿEljōn, deutsch ‚das Obere Galiläa‘) ist eine Region im Nordbezirk Israels und im südlichen Libanon, wobei 700 Quadratkilometer auf ersteres und etwa 800 Quadratkilometer auf zweiteren entfallen. Zu unterscheiden ist die geographische Landschaft von dem israelischen Regionalverband, eine Gebietskörperschaft, gleichen Namens (Obergaliläa (Regionalverband), hebräisch מוֹעָצָה אֲזוֹרִית הַגָּלִיל הַעֶלְיוֹן), die nur einen Teil des israelischen Obergaliläas einnimmt. Geographisch sind die Beit-haKerem-Senke (hebräisch בִּקְעַת בֵּית הַכֶּרֶם Biqʿat Bejt haKerem, arabisch الشاغور al-Šāġūr) im Süden, Westgaliläa im Westen, das Tal des südlichen Verlaufs des Litanis im Norden und die Chulaebene und der obere Jordangraben im Osten die Obergaliläa benachbarten Landschaften.

### Untergaliläa

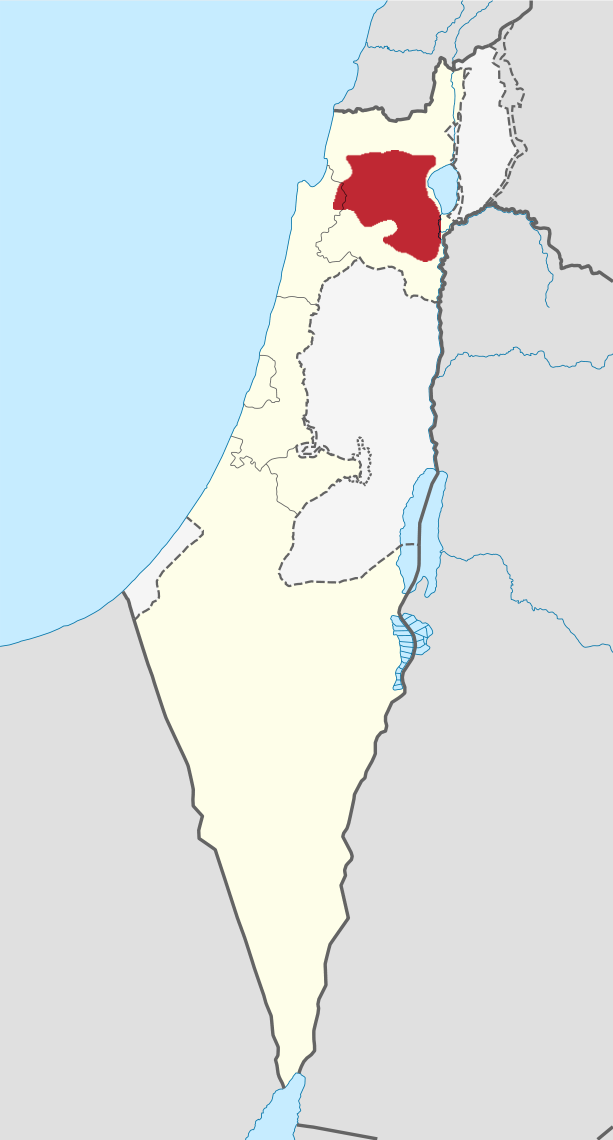
Landschaft Untergaliläa in Israel

Untergaliläa (auch Niedergaliläa; hebräisch הַגָּלִיל הַתַּחְתּוֹן Ha-Galīl ha-Tachtōn, deutsch ‚das Untere Galiläa‘, arabisch الجليل الأسفل, DMG Al-Ǧalīl al-Asfal) ist eine Region im Nordbezirk Israels. Zu unterscheiden ist die Landschaft von dem gleichnamigen Regionalverband (Untergaliläa (Regionalverband), hebräisch מוֹעָצָה אֲזוֹרִית הַגָּלִיל הַתַּחְתּוֹן), der nur einen Teil Untergaliläas einnimmt. Geographisch liegen die Jesre'elebene im Süden, das Tal Sebulon – sich zwischen Karmel und Akko erstreckend – im Westen, die Beit-haKerem-Senke (hebräisch בִּקְעַת בֵּית הַכֶּרֶם Biqʿat Bejt haKerem, arabisch الشاغور al-Šāġūr) im Norden und der See Genezareth mit anhängendem Jordangraben im Osten an Obergaliläa an.

### Westgaliläa
Westgaliläa (hebräisch הַגָּלִיל הַמַּעֲרָבִי Ha-Galīl ha-Maʿaravī, deutsch ‚das Westliche Galiläa‘; arabisch الجليل الغربي, DMG Al-Ǧalīl al-Ġarbijja) ist eine flache Küstenlandschaft im Nordbezirk Israels, die Obergaliläa westlich vorgelagert ist. Geographisch umreißen die Mündung des Qischon im Süden, das Mittelmeer im Westen, Rosch haNiqra im Norden und die aufsteigenden Bergkämme im Osten diese Landschaft. In einer weiteren Fassung zählen auch Teile der westlichen Berggebiete dazu, wo die Bewohner die galiläische Küstenebene als wirtschaftlichen und kulturellen Bezugsraum nutzen. Dieser Auffassung folgend zählt auch die Beit-Netofa-Senke (hebräisch בִּקְעַת בֵּית נְטוֹפָה Biqʿat Bejt Nɘṭōfah, arabisch سهل البطوف Sahl al-Baṭūf) zu Westgaliläa.

### Wichtige Städte
- Akko
- Karmiel
- Naharija
- Nazareth
- Nof haGalil
- Safed
- Sepphoris
- Tiberias

## Biblische Bezüge

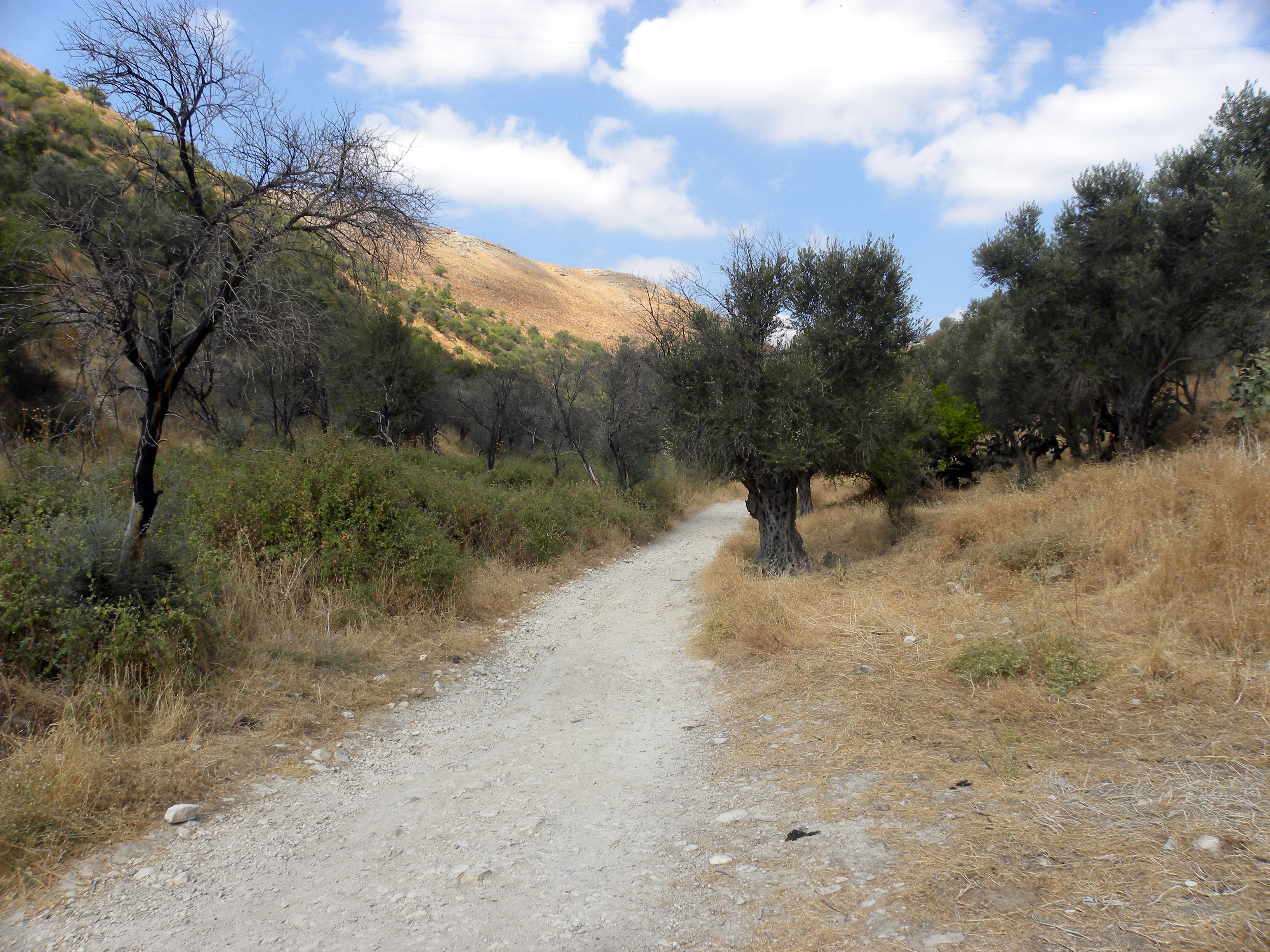
Weg von Rosch Pina nach Safed

Wie in Joel 4,4  erkennbar, gebraucht die Bibel den Begriff zunächst ganz allgemein für „Bezirk“. In diesem Fall für die גְּלִיל֣וֹת פְּלָ֑שֶׁת [gəlilot pəlaʃɛt] „Bezirke der Philister“, die sich einerseits genau auf der anderen Seite von Juda, andererseits wie auch Tyrus und Sidon direkt am Mittelmeer befanden.
Einst gab Salomo dem König Hiram von Tyros nach dem Erhalt von Zedern, Zypressenholz und Gold für den Bau des Tempels 20 Städte בְּאֶ֖רֶץ הַגָּלִֽיל – „b'Eretz haGalil“ („in dem Land des Bezirks“). Hiram war mit dem Geschenk unzufrieden und nannte es „das Land von Cabul“. (1 Kön 9,11–13 ) Die genaue Verortung gilt noch nicht als gesichert. Andererseits existiert auch heute noch ein Ort „Kabul“ in Israel.
Nazareth und der See Genezareth als Orte des Lebens und Wirkens Jesu lagen in der römischen Provinz Galiläa.

## Übertragene, symbolisierende Bedeutung
In der Kirchenarchitektur wird mit Galiläa eine Kirchenvorhalle oder eine Vorkirche bezeichnet, von der aus die Christen gemäß dem in Galiläa gegebenen Aussendungsbefehl des auferstandenen Christus (Mt 28,16ff ) in die Welt hinausgehen und das Evangelium verkünden.